# Alfred de Zayas
Alfred-Maurice de Zayas, född 31 maj 1947 i Havanna, är en kubansk-amerikansk folkrättsjurist, historiker och författare. Han är professor i folkrätt vid Geneva School of Diplomacy and International Relations. Han var mellan 2012 och 2018 FN:s särskilda rapportör om främjande av en demokratisk och rättvis världsordning, en post som skapades genom dekret 18/6 i FN:s människorättsråd 2011.
Alfred de Zayas studerade historia och juridik vid Harvard University, och avslutade sin juridiska utbildning vid Harvard Law School år 1970. Från 1970 till 1973 arbetade han som advokat i New York. År 1974 kom han som Fulbright-stipendiat till Tübingen. Fram till 1979 var han forskarassistent vid Institutet för internationell rätt vid Georg-August-Universität Göttingen, där han ledde en arbetsgrupp om krigets lagar. Samtidigt var han inskriven vid humanistiska fakulteten, och studerade medeltidshistoria och nutidshistoria. 1977 tog han doktorsexamen i historia. Han arbetade från 1980 som forskarassistent vid Max-Planck-Institut für ausländisches öffentliches Recht und Völkerrecht i Heidelberg och var också medredaktör av Encyclopedia of Public International Law.
År 1981 blev han jurist vid FN:s Human Rights Center i Genève. Senare arbetade han för UNHCR. Han har varit sekreterare i FN:s kommission för mänskliga rättigheter och Chief of Petitions vid UNHCR. Dessutom har han varit juridisk rådgivare till FN:s kommitté mot tortyr och FN:s kommitté för att bekämpa rasdiskriminering.
Han har sedan 1991 varit ordförande i Internationella PEN-klubben i Genève och utgivare av den litterära tidskriften Ex tempore. 2002 blev han generalsekreterare för PEN-klubben i fransktalande Schweiz, och var 2006 ordförande för denna organisation. Han är också ordförande i United Nations Society of Writers.
Efter 2003 har han varit gästprofessor vid University of British Columbia, DePaul University, Graduate Institute of International Studies i Genève, Geneva School of Diplomacy, Schiller International University, American College of Switzerland, Universidad de Alcalá de Henares i Madrid, Académie Internationale de Droit Constitutionnel i Tunis och Universität Trier.
Han har publicerat flera vetenskapliga arbeten om mänskliga rättigheter och etnisk rensning, inklusive armeniska folkmordet, etnisk rensning under andra världskriget (se A Terrible Revenge), den etniska rensningen i forna Jugoslavien och det amerikanska fånglägret på Guantánamobasen. Han är en anhängare av rätten till sitt hemland som en grundläggande mänsklig rättighet, och är styrelseledamot i International Society for Human Rights och medlem av Zentrum gegen Vertreibungen i Berlin.
Alfred de Zayas har också både skrivit och översatt poesi och klassisk litteratur. Han har översatt Rainer Maria Rilke till engelska, franska och spanska, och översatte Joseph von Eichendorff och Hermann Hesse till engelska. Han är medlem i den internationella Rainer Maria Rilke-föreningen.